# 고래자리 94 b

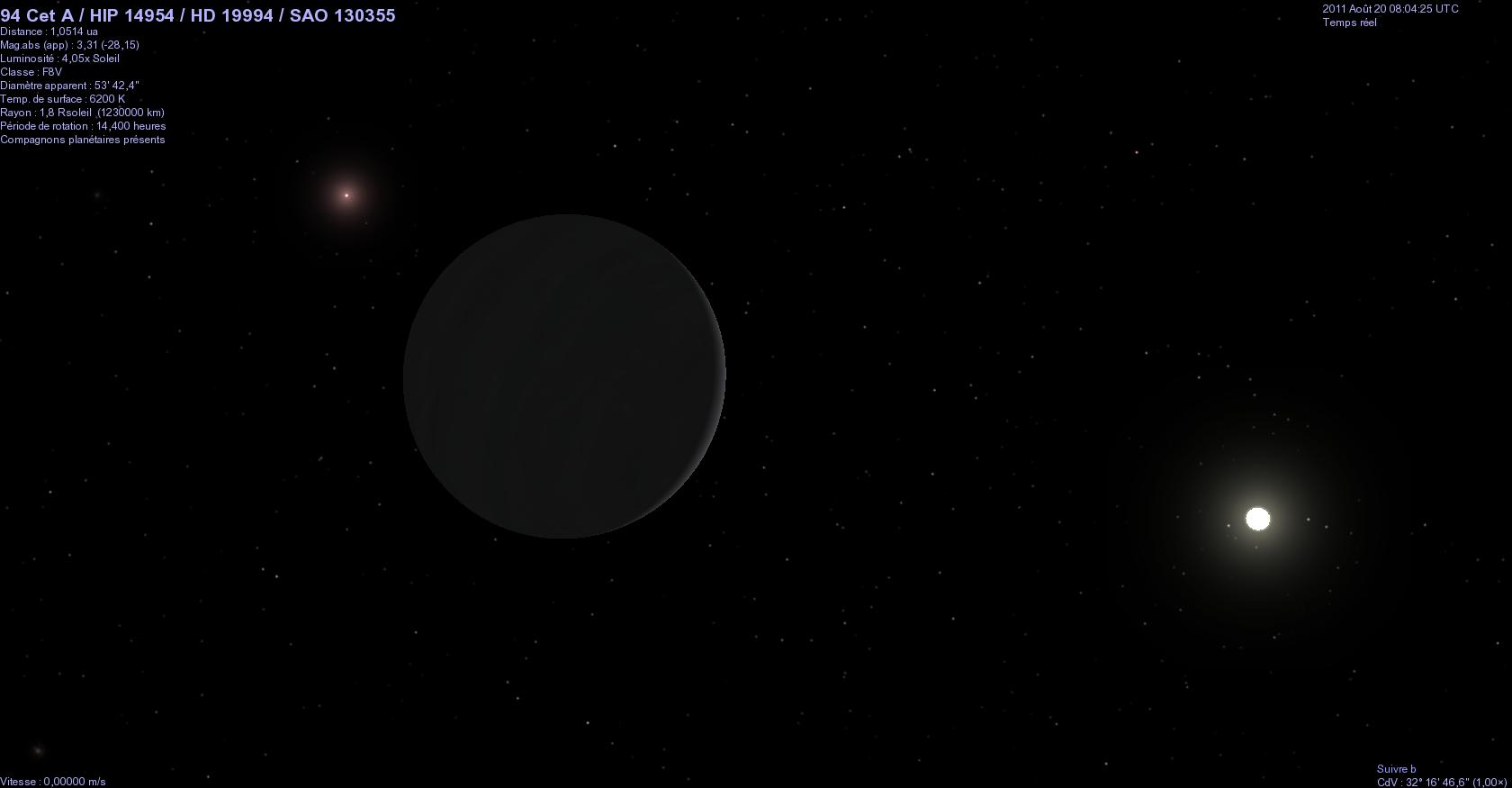

고래자리 94 b는 항성 고래자리 94 주위를 도는 외계 행성이다. 고래자리 94는 F형 주계열성 고래자리 94 A와 적색 왜성 B로 이루어진 쌍성계인데, B는 고래자리 A와 중력적으로 묶여 있다. 따라서 보다 정확하게 표시하면 고래자리 94 Ab로 써야 한다. b는 항성으로부터 약 1.4천문단위 떨어져 있으며 454일마다 항성을 한 바퀴 돈다.
2003년 4월 20일 에겐베르거 연구진이 발견 사실을 공식적으로 발표했다.

## 같이 보기
- 시계자리 요타 b
- 고래자리 79 b

## 참고 문헌
- (영어) Mayor;  외. (2004). “The CORALIE survey for southern extra-solar planets XII. Orbital solutions for 16 extra-solar planets discovered with CORALIE”. 《Astronomy and Astrophysics》 415: 391–402. doi:10.1051/0004-6361:20034250.
- (영어) Extrasolar Planets Encyclopaedia: HD 19994